# SAG
SAG (англ. S-antigen visual arrestin) – білок, який кодується однойменним геном, розташованим у людей на короткому плечі 2-ї хромосоми.  Довжина поліпептидного ланцюга білка становить 405 амінокислот, а молекулярна маса — 45 120.
| 10         |  | 20         |  | 30         |  | 40         |  | 50         |
| ---------- |  | ---------- |  | ---------- |  | ---------- |  | ---------- |
| MAASGKTSKS |  | EPNHVIFKKI |  | SRDKSVTIYL |  | GNRDYIDHVS |  | QVQPVDGVVL |
| VDPDLVKGKK |  | VYVTLTCAFR |  | YGQEDIDVIG |  | LTFRRDLYFS |  | RVQVYPPVGA |
| ASTPTKLQES |  | LLKKLGSNTY |  | PFLLTFPDYL |  | PCSVMLQPAP |  | QDSGKSCGVD |
| FEVKAFATDS |  | TDAEEDKIPK |  | KSSVRLLIRK |  | VQHAPLEMGP |  | QPRAEAAWQF |
| FMSDKPLHLA |  | VSLNKEIYFH |  | GEPIPVTVTV |  | TNNTEKTVKK |  | IKAFVEQVAN |
| VVLYSSDYYV |  | KPVAMEEAQE |  | KVPPNSTLTK |  | TLTLLPLLAN |  | NRERRGIALD |
| GKIKHEDTNL |  | ASSTIIKEGI |  | DRTVLGILVS |  | YQIKVKLTVS |  | GFLGELTSSE |
| VATEVPFRLM |  | HPQPEDPAKE |  | SYQDANLVFE |  | EFARHNLKDA |  | GEAEEGKRDK |
| NDVDE      |  |            |  |            |  |            |  |            |

A: Аланін

C: Цистеїн

D: Аспарагінова кислота

E: Глутамінова кислота

F: Фенілаланін

G: Гліцин

H: Гістидин

I: Ізолейцин

K: Лізин

L: Лейцин

M: Метіонін

N: Аспарагін

P: Пролін

Q: Глутамін

R: Аргінін

S: Серин

T: Треонін

V: Валін

W: Триптофан

Кодований геном білок за функцією належить до фосфопротеїнів. 
Задіяний у такому біологічному процесі як поліморфізм. 
Білок має сайт для зв'язування з іоном кальцію. 